# US Grosseto
US Grosseto este un club de fotbal din Grosseto , Italia care evoluează în Serie B.

## Lotul sezonului 2009-2010
| Nr. |           | Poziție | Jucător                                           |
| --- | --------- | ------- | ------------------------------------------------- |
| 1   | Italia    | P       | Paolo Acerbis                                     |
| 4   | Australia | M       | Carl Valeri (căpitan)                             |
| 5   | Italia    | F       | Gianluca Freddi                                   |
| 6   | Italia    | M       | Christian Scarlato                                |
| 7   | Italia    | M       | Leandro Vitiello                                  |
| 8   | Brazilia  | A       | Joelson (on loan from Reggina)                    |
| 9   | Italia    | M       | Filippo Carobbio (on loan from Bari)              |
| 10  | Italia    | M       | Luigi Consonni                                    |
| 11  | Austria   | A       | Thomas Pichlmann                                  |
| 12  | Italia    | P       | Alessandro Caparco                                |
| 15  | Italia    | F       | Massimo Melucci                                   |
| 16  | Italia    | M       | Romeo Papini                                      |
| 18  | Italia    | M       | Leonardo Longo                                    |
| 21  | Argentina | A       | Luis Maria Alfageme                               |
| 22  | Italia    | M       | Ferdinando Vitofrancesco (on loan from Cremonese) |

| Nr. |         | Poziție | Jucător                                     |
| --- | ------- | ------- | ------------------------------------------- |
| 23  | Italia  | A       | Marco Carparelli                            |
| 24  | Italia  | F       | Maurizio Maraucci (on loan from Pro Patria) |
| 26  | Italia  | F       | Marco Turati                                |
| 27  | Camerun | M       | Thomas Job                                  |
| 33  | Italia  | F       | Nicola Mora                                 |
| 37  | Italia  | F       | Alessandro Crescenzi (on loan from Roma)    |
| 38  | Italia  | F       | Daniele Federici                            |
| 50  | Italia  | P       | Ivan Lanni                                  |
| 51  | Chile   | A       | Mauricio Pinilla                            |
| 78  | Italia  | M       | Andrea Zanchi                               |
| 87  | Italia  | F       | Simone Fautario                             |
| 89  | Italia  | M       | Marco Viviano (on loan from Roma)           |
| 90  | Italia  | A       | Gianluca Toscano                            |
| 91  | Italia  | M       | Marco D'Alessandro (on loan from Roma)      |
| 92  | Italia  | P       | Alessandro Tonti                            |